# Mayerling
|  | Aquest article tracta sobre el poble de la Baixa Àustria. Si cerqueu la pel·lícula de 1968, vegeu «Mayerling (pel·lícula)». |

Mayerling és un poblet (població: 200 habitants) de la Baixa Àustria que pertany al municipi d'Alland al districte de Baden. Es troba al costat del riu Schwechat, a la zona dels Boscos de Viena, a uns 24 km al sud-oest de Viena. Des de 1550, va ser possessió de l'Abadia de Heiligenkreuz.

## L'Incident de Mayerling
El 1886, el Príncep Hereu Rodolf d'Àustria, fill únic de l'Emperador Francesc Josep I d'Àustria i l'Emperadriu Elisabet de Baviera i hereu de la corona austro-hongaresa, va adquirir-hi una mansió i la va convertir en pavelló de caça. Fou en aquest pavelló que, el 30 de gener de 1889, el van trobar mort amb la seva amant, la baronessa Mary Vetsera, aparentment a causa d'un suïcidi. No se sap exactament què hi va passar, però el 31 de juliol de 2015, la Biblioteca Nacional Austríaca va publicar còpies de les cartes de comiat de Vetsera a la seva mare i a altres membres de la seva família. Les cartes, escrites a Mayerling poc abans de les morts, afirmen de forma clara i sense ambigüitats que Vetsera s'estava preparant per suïcidar-se juntament amb Rodolf, "per amor".

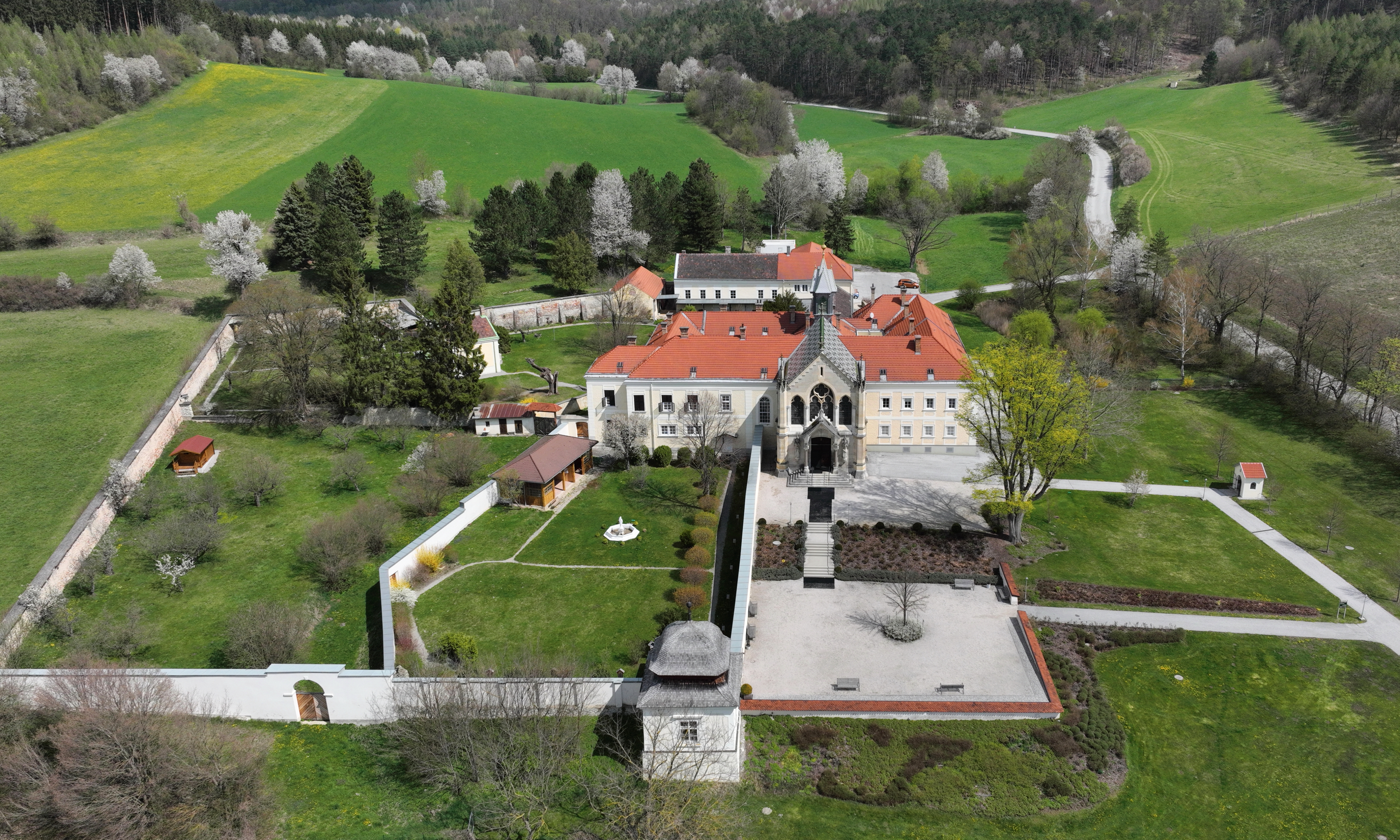
Convent de Mayerling

Després de les morts del príncep Rodolf i la baronessa Vetsera, l'Emperador Francesc Josep, que volia fundar una església nova, va fer convertir l'edifici en convent, que va acollir monges Carmelites descalces. Es pot veure l'estàtua de la Mare de Déu a la capella de l'església. Té la cara de l'Emperadriu Elisabet i té una daga a l'Immaculat Cor. La creu principal de la capella es troba on hi havia el llit de Rodolf i Mary.
Avui en dia, el pavelló és un museu i atracció turística. Les monges encara preguen cada dia pel repòs de l'ànima del Príncep Hereu Rodolf.